# Vall-llobera (Tona)
Vall-llobera és una masia del terme municipal de Tona, a la comarca catalana d'Osona. Convertida en una moderna explotació agropecuària, aquesta masia està situada en el sector nord-oest del terme municipal, prop del límit amb Collsuspina i Muntanyola. És a prop i al nord-oest de Can Santes, al sud-oest de Vilamajor, a l'esquerra del Rec de Vall-llobera. En 1008 apareix per primera vegada en llatí (Valle Luparia: Vall de llops) en un document on s'esmenta una zona de Tona. Més tard, Vall-llobera donà nom al mas que hi ha a la mateixa zona. És una obra inclosa a l'Inventari del Patrimoni Arquitectònic de Catalunya.

## Descripció
Es difícil endevinar quina era l'estructura original del mas perquè ha sofert moltes ampliacions que han anat transformant la masia en un conjunt de cossos adossats. Segurament, però, la primitiva estructura era un cos de planta rectangular, cobert a doble vessant, amb la data de la última reconstrucció general.

## Història
Malgrat la documentació del mas no s'ha conservat, Vall-llobera, com a topònim, apareix documentat l'any 1008. S'esmenta a la documentació d'altres masos, com al 1277 i 1312 en unes vendes al Planell.
Entre 1740 i 1806 va tenir lloc un plet entre els hereus de Vall-llobera i del Pratsobrerroca pels límits dels seus territoris, establint-se una concòrdia el 1806. Un hereu del mas, Josep Llovera, va ser batlle de Tona els anys 1776 i 1784.